# Kersey (Suffolk)
Pour les articles homonymes, voir Kersey.
Kersey est une localité d'Angleterre, au Royaume-Uni, située dans le district de Babergh, comté du Suffolk.